# 春の目ざめ (1947年の映画)
『春の目ざめ』（はるのめざめ）は1947年11月2日に公開された日本映画。製作、配給は東宝。モノクロ、スタンダード。　

## キャスト
- 広部宗治：石黒達也
- 広部まさ：村瀬幸子
- 広部久美子：久我美子
- 小倉憲造：志村喬
- 小倉けい：春野音羽
- 小倉和子：河野糸子
- 小倉浩司：杉裕之
- 竹村たま：飯田蝶子
- 竹村国男：近藤宏
- 竹村花恵：木匠久美子
- 町井京子：国井綾子
- 熊代伸吉：星野和正
- 田井たき：田中筆子
- 田井明子：花房一美

## スタッフ
- 監督：成瀬巳喜男
- 製作：本木荘二郎
- 脚本：八住利雄、成瀬巳喜男
- 音楽：飯田信夫
- 撮影：中尾駿一郎
- 美術：北川恵笥
- 録音：藤好昌生
- 照明：若月荒夫